# آهن يو جين
آهن يو جين (بالكورية: 안유진؛ من مواليد 1 سبتمبر 2003)‏، والمعروفة باسم يوجين، هي مغنية كورية جنوبية، ظهرت لأول مرة مع كعضوة في فرقة الفتيات إيزون في 2018.
ظهرت آن كممثلة في الإعلانات التجارية ومقاطع الفيديو الموسيقية.

## النشأة
ولدت في 1 سبتمبر 2003، حضرت مدرسة الفنون المسرحية.
كشفت وكالتها Off The Record في عام 2019 أن يوجين تركت المدرسة للتركيز على حياتها كمغنية وعلى أنشطة إيزون وستدرس في المنزل.

## المهنة

### 2018–2019:إنتاج 48وفرقةإيزونوالأنشطة المنفردة
من 15 يونيو إلى 31 أغسطس 2018،مثلت يوجين وكالة ستارشيب إنترتينمنت، في برنامج تشكيل فرقة فتيات إنتاج 48. وفي النهاية احتلت المركز الخامس وظهرت لأول مرة مع فرقة إيزون.
تم إصدار أول أسطوانة مطولة للفرقة Colour*Iz في 29 أكتوبر 2018، حيث كانت أغنية "La Vie en Rose" هي الاغنية الرئيسية للالبوم.
بعد أشهر قليلة من ظهورها الأول مع إيزون شاركت يوجين في مسابقة الغناء King of Mask Singer، كانت أصغر منافسة في تاريخ البرنامج.
أُعلنت أن يوجين ستصبح عضوة في فريق برنامج My Little Television على قناة م بي سي، ومع ذلك تمت إزالتها من فريق التمثيل بدءًا من الحلقة 34 بسبب كشف تلاعب قناة إمنت في تصويتات برنامج الإنتاج 48.

## روابط خارجية
- آهن يو جين على موقع IMDb (الإنجليزية)
- آهن يو جين على موقع ميوزك برينز (الإنجليزية)
- آهن يو جين على موقع ديسكوغز (الإنجليزية)
- آهن يو جين على موقع قاعدة بيانات الفيلم (الإنجليزية)